# Аксел (Нідерланди)
Аксел (нід. Axel) — місто в нідерландській провінції Зеландія. Входить до муніципалітету Тернезен.
Його площа становить 37,30 км², а населення станом на 2021 рік складало 7 880 осіб.
До 2003 року мало статус окремого муніципалітету.

## Галерея

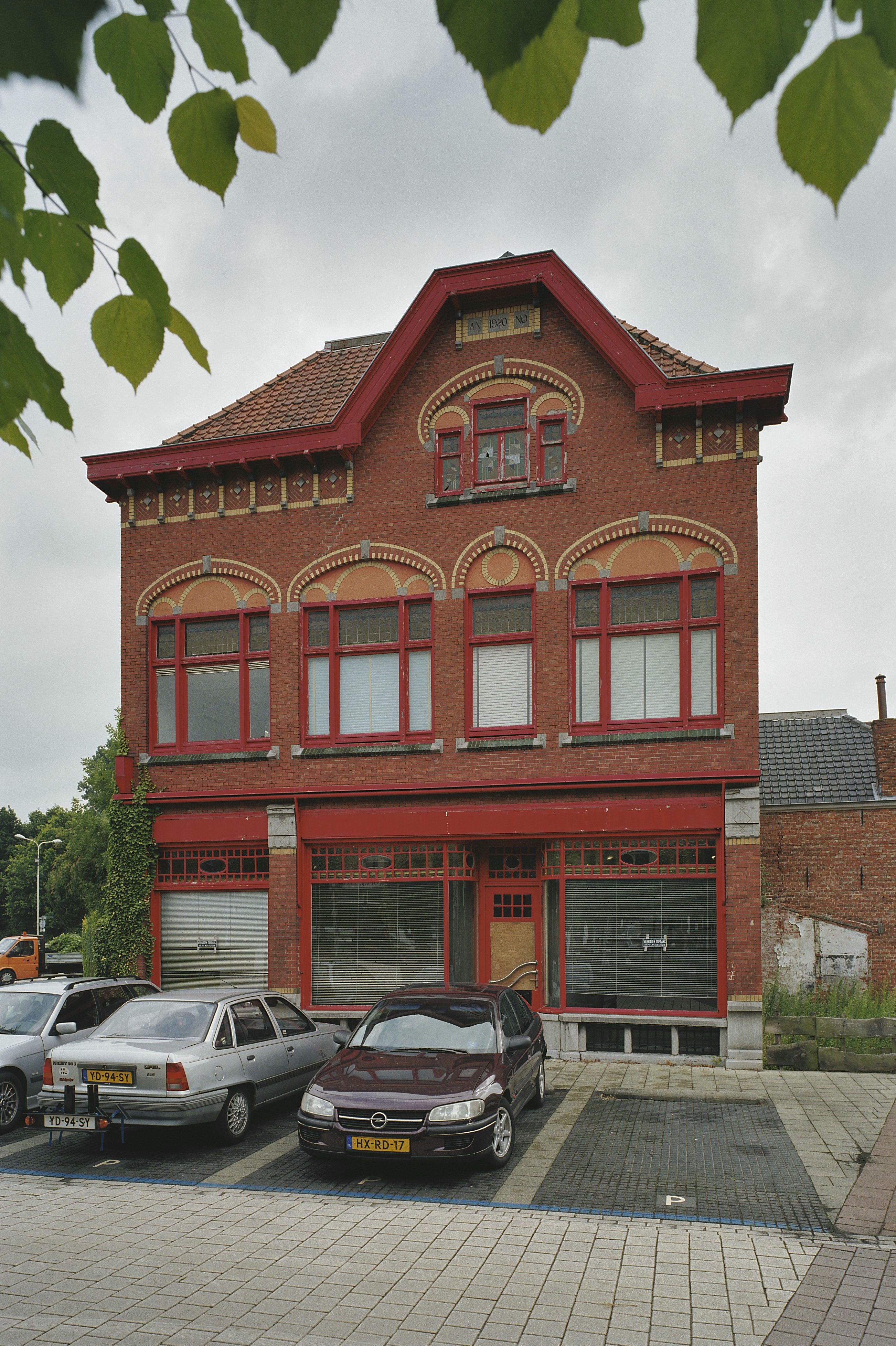
Будівля в Акселі
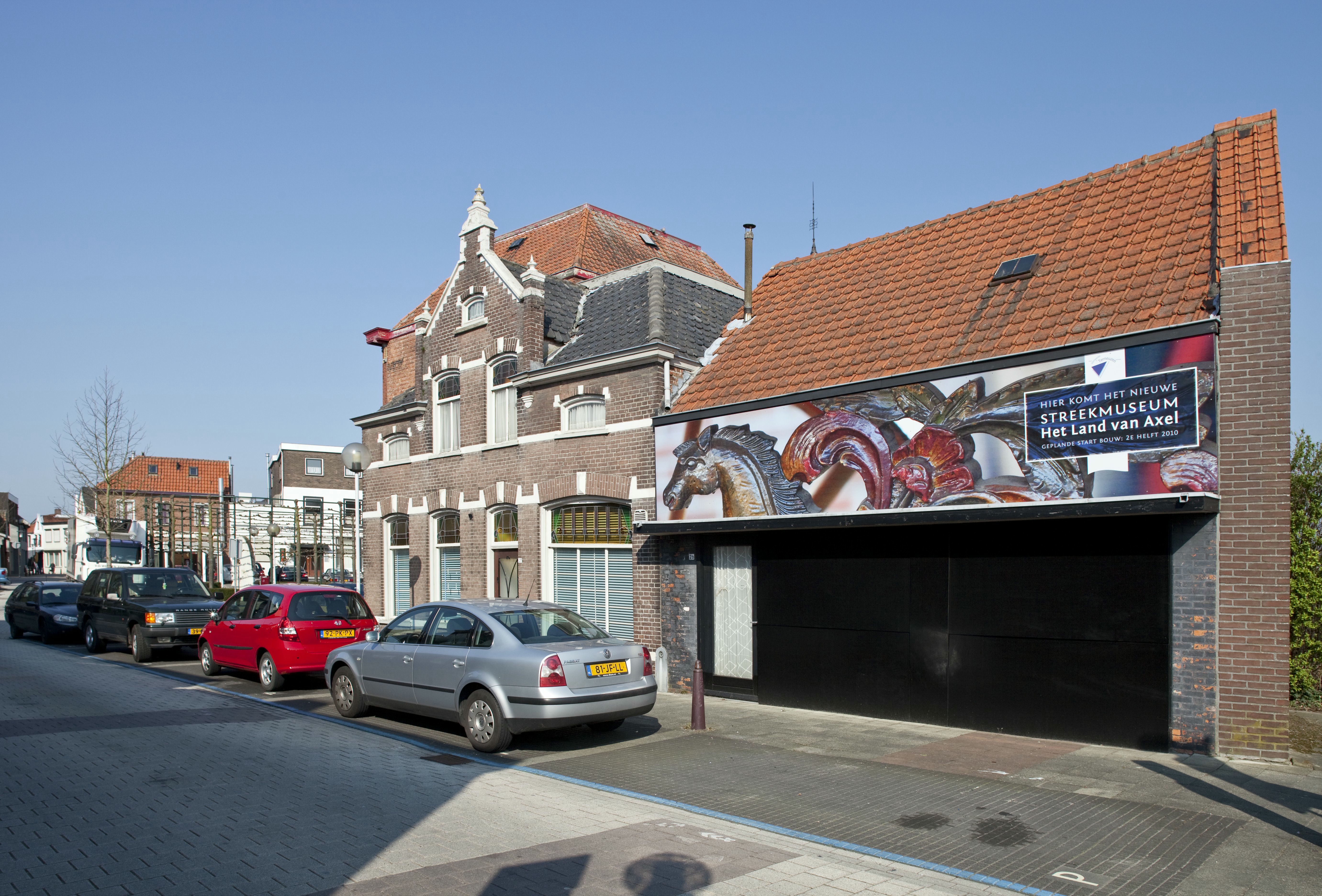
Вулична панорама
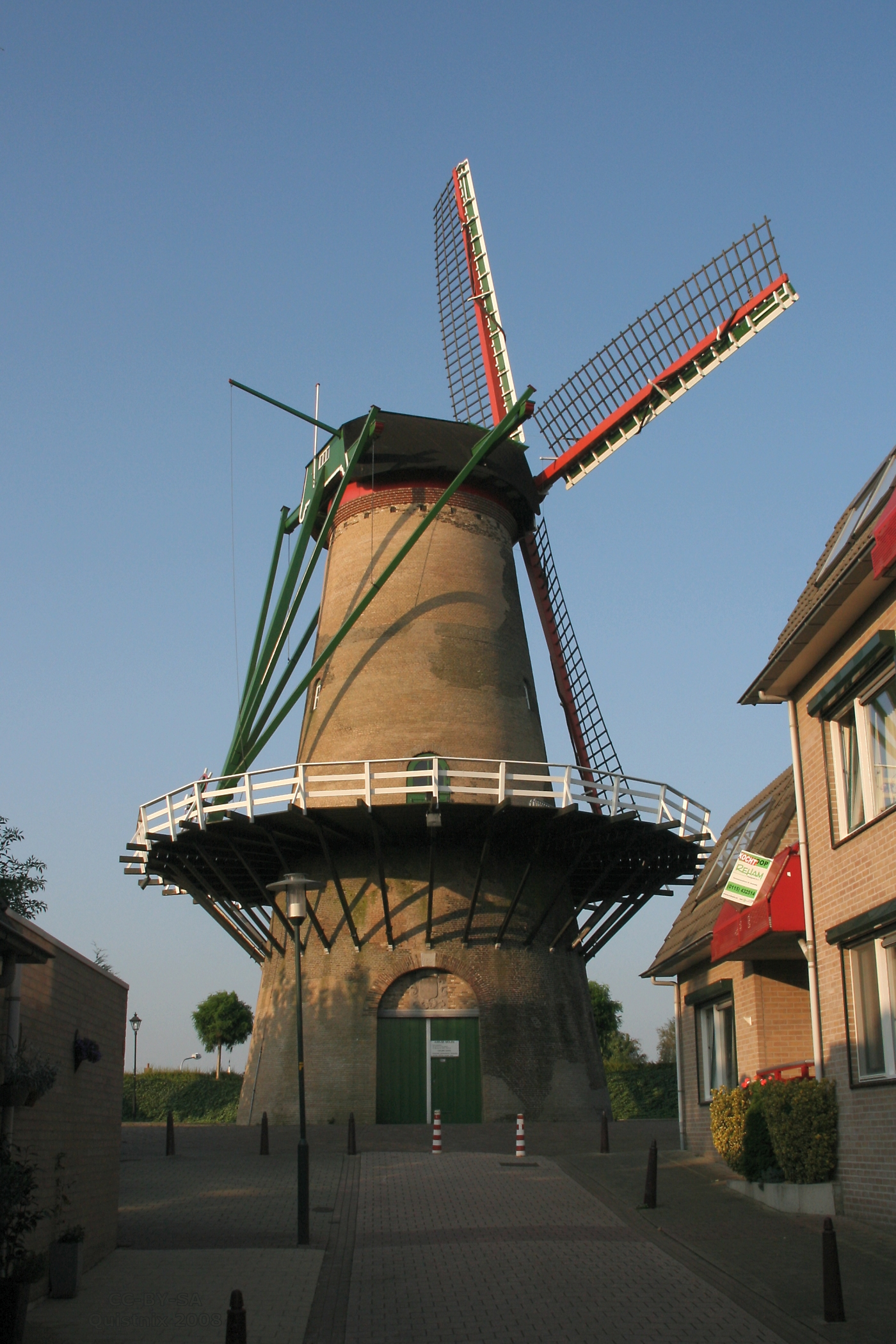
Вітряк De Stadsmolen
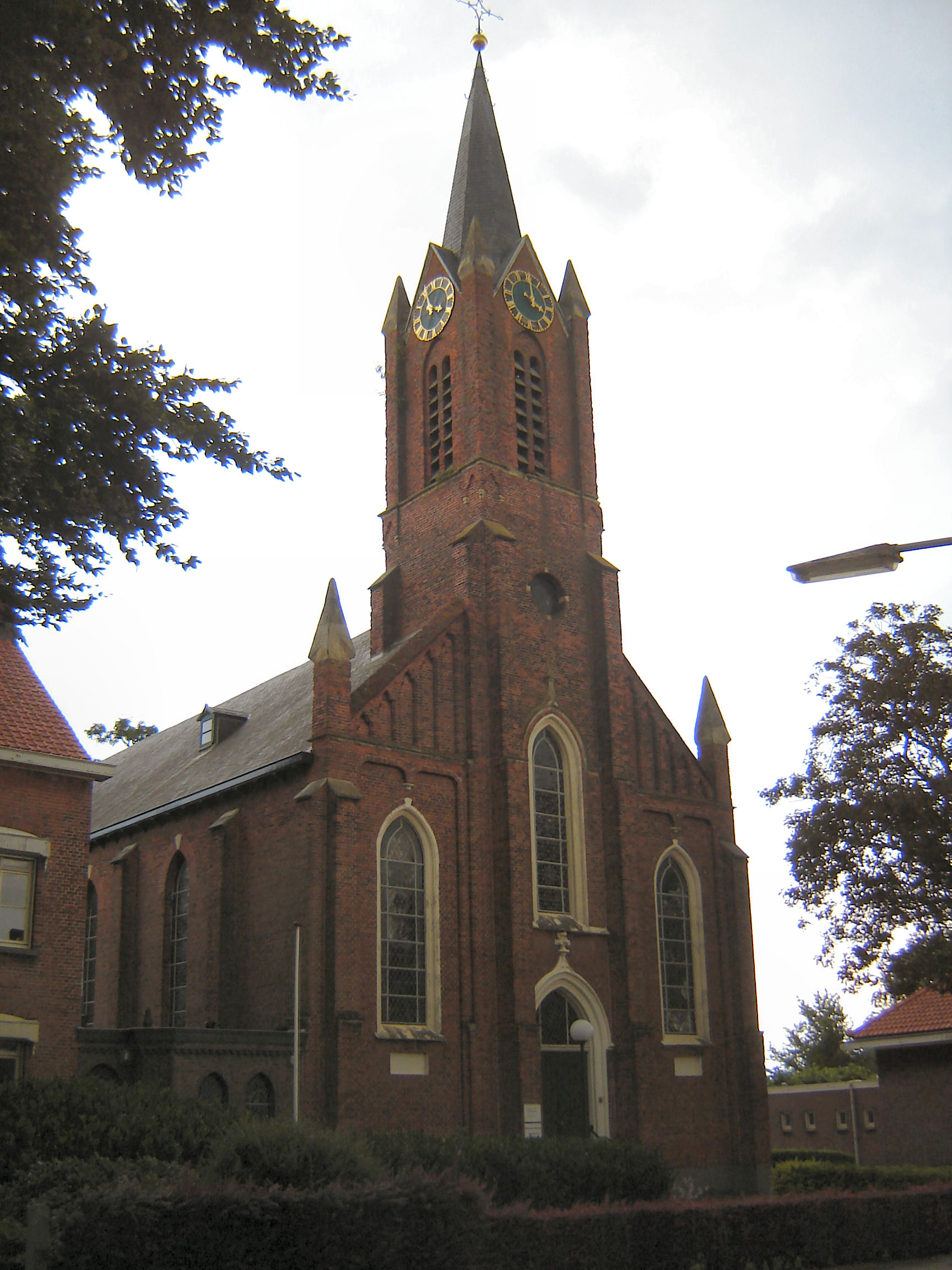
Церква св. Грегоріуса